# 安平海頭社魏宅
23°00′09″N 120°09′48″E / 23.002362°N 120.16327°E
安平海頭社魏宅位於臺南市安平區，於民國九十二年（2003年）5月13日公告為市定古蹟，其佔地為16坪，為典型的單伸手住宅。於民國九十五年（2006年）12月進行修復工程，翌年10月完工，並於該年11月24日早上9:00舉行該建築的竣工啟用典禮。

## 沿革
魏宅是清朝水師副總兵魏大猷後代的祖厝，原本位在海頭社文龍殿廟埕的左前方，坐東朝西，於臺灣日治時期的大正年間因故於現址重建，而其方位也改成座北朝南。

## 建築特色
安平海頭社魏宅為單伸手的格局，是安平常見的住宅類型，基本上為磚造建築，在牆上抹有蚵灰，屋頂為硬山頂馬背。該建築的入口原本有牆門，但已毀損。正廳為傳統佈置，門上有門額寫著「景星慶雲」，而在左側有一小圓拱門通往外面，至於東邊則主要是臥室。